# Cao Thị Nhíp
Cao Thị Nhíp (có nguồn ghi Nguyễn Thị Nết) là một nữ chiến sĩ cách mạng Việt Nam, người đã tham gia dẫn đường cho xe tăng của quân đội Việt Nam Dân chủ Cộng hòa tiến vào Sài Gòn trong Chiến dịch Mùa Xuân 1975. Cô được công chúng biết đến với tấm ảnh chụp của nhà báo Đậu Ngọc Đản đăng trên trang nhất báo Sài Gòn Giải Phóng số đầu tiên và tham gia đóng vai chính trong bộ phim về cô có tên Cô Nhíp, tác phẩm sau đó giành được giải Bông sen bạc tại Liên hoan phim Việt Nam lần thứ 4.

## Tiểu sử
Cao Thị Nhíp sinh ra trong một gia đình nghèo ở Tiền Giang. Lên Sài Gòn khi còn nhỏ tuổi, cô đã làm nghề buôn bán, hàng ngày tới Bình Phước, Tây Ninh để nhập hàng về. Một thời gian sau đó Nhíp tham gia vào Biệt động Sài Gòn và làm tình báo ẩn dưới thân phận là người làm công cho một gia đình sĩ quan Việt Nam Cộng hòa. Cô hoạt động cách mạng dưới cái tên Nguyễn Thị Trung Kiên.
Trong Chiến dịch Hồ Chí Minh tháng 4 năm 1975, tổ công tác của Trung Kiên nhận nhiệm vụ dẫn đường cho Trung đoàn 24, Sư đoàn 10 thuộc Quân đoàn 3, Quân đội nhân dân Việt Nam vào đánh chiếm sân bay Tân Sơn Nhất. Cô và đồng đội đã làm giao liên hành quân cùng trung đoàn từ Dầu Tiếng xuống Củ Chi rồi đưa tới ngã ba Ba Quẹo, là cánh quân chủ lực đầu tiên có mặt tại nội đô Sài Gòn trong ngày 29 tháng 4. Ngày 30 tháng 4, cô dẫn đầu trên một chiếc xe tăng của đoàn tiến vào sân bay. Tại đây, nhà báo Đậu Ngọc Đản đã có cơ hội chụp lại cô Nhíp bằng máy hiệu Canon, ống kính liền, chỉ ở một tiêu cự. Một trong số các bức ảnh sau đó được đăng lên trang nhất số đầu tiên của báo Sài Gòn Giải Phóng ngày 5 tháng 5 năm 1975; ảnh của cô nằm ở góc bên phải trên cùng, với dòng chữ chú thích "Nguyễn Trung Kiên, nữ biệt động 18 tuổi hướng dẫn xe tăng quân Giải Phóng chiếm sân bay Tân Sơn Nhất". Bức ảnh xuất hiện trên báo đã được đặt làm lịch Tết năm 1976, được in lại trong nhiều sách báo cách mạng và sau này được Ngọc Đản hiến tặng cho Bảo tàng Báo chí Việt Nam. Nhờ việc xuất hiện trên báo khi ấy, cô cũng được công chúng biết đến và được đích thân đạo diễn Khương Mễ mời vào vai chính trong bộ phim về cô Cô Nhíp, là tác phẩm điện ảnh đầu tiên của điện ảnh cách mạng miền nam Việt Nam sau giải phóng. Phim đã giành giải Bông sen bạc tại Liên hoan phim Việt Nam lần thứ 4.
Trước đó, cô được cho là người đã đề xuất ý tưởng với Đặng Đức Lập – đại đội phó Đại đội 2 của Tiểu đoàn 5, Trung đoàn 24 – cho xe tăng dẫn đầu đội tiến về Dinh Độc Lập. Lúc cách cổng dinh không còn xa, sau khi nhận tin Dương Văn Minh từ chức thì người chỉ huy xe tăng quyết định cho xe quay đầu lại.
Hậu giải phóng, cô đi làm thuyết minh viên tại Bảo tàng Cách mạng Thành phố Hồ Chí Minh, sau chuyển về công tác ở Công ty thương nghiệp tổng hợp quận 5 của thành phố và sinh hai người con: một người con học đại học ở Mỹ và người còn lại học đại học ở Anh, đều đã định cư rồi lập gia đình tại đó.